# كلمة العام
كلمة العام (كلمات العام) تشير إلى أي من التقييمات العديدة لأكثر الكلمات أو التعابير الاصطلاحية شيوعاً في نطاق الحياة العامة خلال عام معين.
بدأ التقليد الألماني Wort des Jahres في عام 1971. فكلمة العام لجمعية اللهجات الأمريكية هي أقدم نسخة باللغة الإنجليزية، والنسخة الوحيدة التي يتم الإعلان عنها بعد نهاية السنة الميلادية، يعتمد اختيار كلمة العام على تصويت لغويين مستقلين ليس للمصالح تجارية يد فيه. ومع ذلك، أعلنت العديد من المنظمات الأخرى أيضًا كلمات العام لأغراض متنوعة.

## جمعية اللهجات الأمريكية
تحدد جمعية اللهجات الأمريكية (ADS) كلمة أو مصطلحًا واحدًا أو أكثر ليكون «كلمة العام» في الولايات المتحدة
في نهاية كل عقد، تختار الجمعية كلمة العقد : الويب للتسعينيات، وكلمة google (محرك البحث جوجل) في العقد الأول من القرن الحادي والعشرين، والضمير هم لصيغة المفرد في العقد الأول من القرن الحادي والعشرين. وفي عام 2000، اختير موسيقى الجاز «كلمة القرن العشرين» في عام 2000، الضمير هي «كلمة الألفية الماضية».